# Philip van Praag sr.
Philip van Praag (Amsterdam, 31 mei 1887 – Auschwitz (Polen), 12 oktober 1942) was een Nederlands kunstenaar, hij was schilder, tekenaar, plateelschilder en boekbandontwerper.

## Biografie
Philip van Praag werd geboren als eerste kind van een gezin met zeven kinderen van het echtpaar Jochem Emanuel van Praag (1861-1924) en Betje Groenstad (1861-1942). Zijn vader was diamantbewerker.
Van Praag volgde de Teekenschool voor Kunstambachten en later de avondopleiding aan de Rijksakademie van beeldende kunsten in Amsterdam, waar hij van Pieter Dupont (1870-1911) het etsen leerde. 
Philip ging al jong aan het werk bij plateelbakkerij De Distel in Amsterdam. Van 1904 tot 1907 werkte hij bij Haga in Purmerend en keerde na het faillissement van Haga terug naar de De Distel in Amsterdam. Deze plateelbakkerij was gesticht door J.M. Lob.  

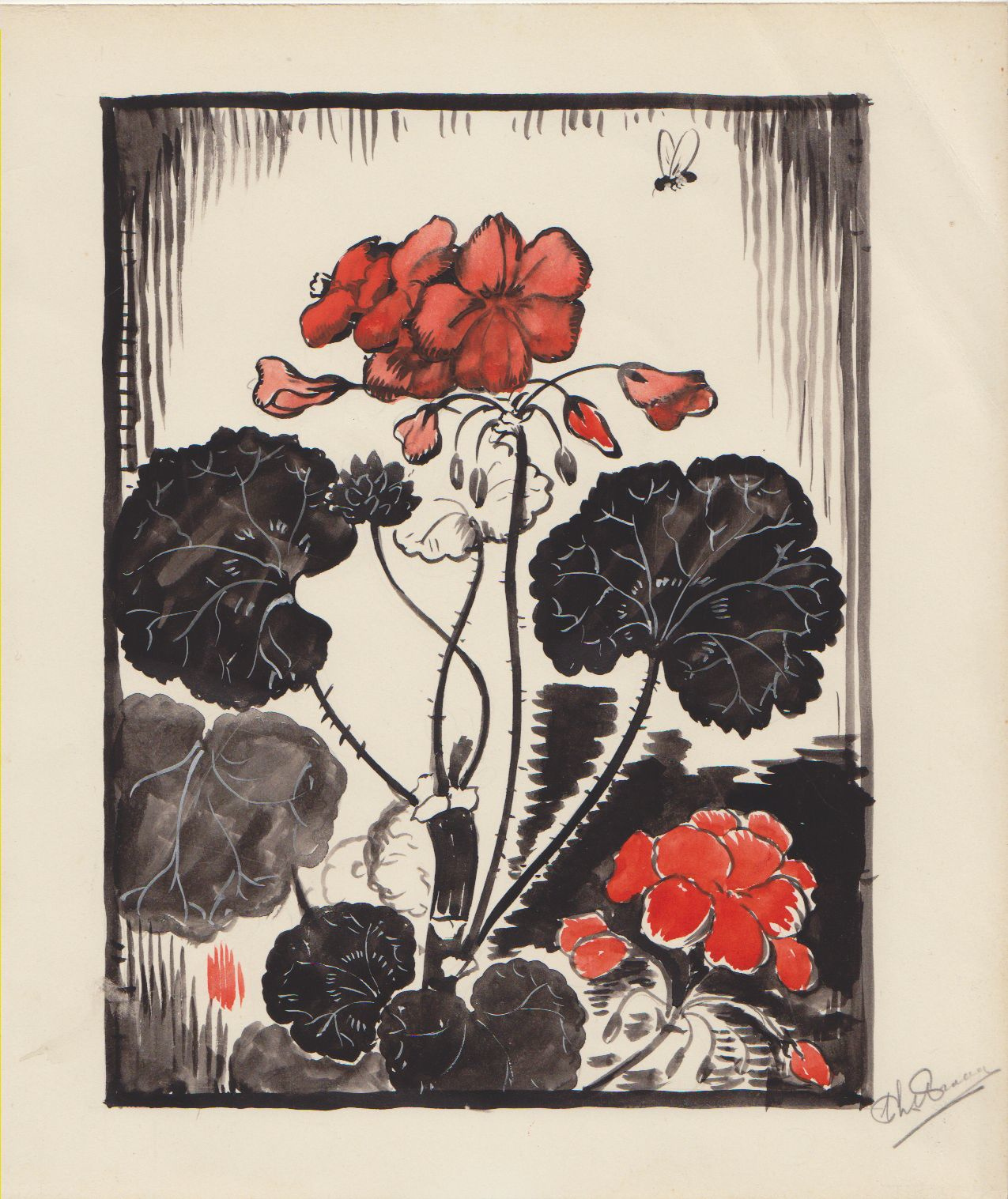
De linoleumsnede in zwart met een vuurrode pelargonium die Philip van Praag uit Hummelo naar zijn vrienden stuurde.

In 1913 trouwde Van Praag met Marianne Flora Groenstad (1888-1942). Zij was onderwijzeres aan de Sophie Rosenthal Bewaarschool en actief in de SDAP. Het paar ging in Arnhem wonen waar van Praag als plateelschilder in dienst was gekomen van de Arnhemsche Fayencefabriek.
In Arnhem begon Van Praag met zijn grafisch werk voor de SDAP en de vakbeweging. Het vignet in het gedenkboek uit 1919 bij het 25-jarige bestaan van de SDAP is onder andere van zijn hand, evenals de Troelstra-zegels uit 1925. In 1917 verhuisde het gezin Van Praag naar Deventer, waar Van Praag siertekenaar werd bij de Deventer metaalwarenfabriek Isala. Zij woonden aan de Diepenveenseweg 4 b, Deventer. Na het bankroet van Isala in 1927 ging hij als reclame- en siertekenaar werken. Een van de vroege boekbandjes van de Wereldbibliotheek werd door hem ontworpen.
Voor het Instituut voor Arbeidersontwikkeling (voorloper van het NIVON) verzorgde Van Praag vanaf 1924 de lidmaatschapsboekjes, de contributiezegels, het zegel voor culturele opbouw  en een bladwijzer. Het eerste ontwerp van Van Praag voor een eigen ex libris is uit 1906 en hij ontwierp in de loop van de tijd nog vijftig andere exemplaren.
Vanuit een werkkamp in Hummelo, waar hij in augustus 1942 terechtkwam, werd hij doorgezonden naar het vernietigingskamp Auschwitz. Uit Hummelo stuurde hij zijn vrienden nog een linoleumsnede in zwart met een vuurrode pelargonium. Op 12 oktober 1942 werd hij met zijn vrouw en dochter in het nazikamp vermoord. Zijn jongste zoon werd daar enkele maanden later om het leven gebracht.
Tijdens zijn transport naar Auschwitz heeft hij, in een station waar de trein gestopt was, twee kaarten aan een man weten te geven. Een aan zijn zoon met de opdracht de beste zorg aan zijn kleinzoon te geven. De andere was gericht aan zijn kleinzoon. Het origineel van deze kaart is aan het Israëlische herdenkingsinstituut Yad Vashem gegeven. Zijn oudste zoon Philip (1914-2000) en zijn kleinzoon hebben de oorlog overleefd.

## Eerbetoon
In 2008 werd in de nieuwbouwwijk Spikvoorde te Deventer een straat naar hem vernoemd; de Philip van Praagstraat.